# Murueta
Murueta ist eine Gemeinde (Municipio) in der spanischen Provinz Bizkaia der Autonomen Gemeinschaft Baskenland in der Comarca Busturialdea (Duranguesado). Murueta hat 322 Einwohner (Stand: 2024), die mehrheitlich baskischsprachig sind, und besteht aus den Ortschaften Goierria, Kanpantxua und  Larrabe. 1987 wurde die Gemeinde von Gernika eigenständig. 

## Lage
Murueta liegt etwa 19 Kilometer ostnordöstlich von Bilbao in einer Höhe von ca. 30 m sechs Kilometer südlich der Atlantikküste.  

## Einwohnerentwicklung
| Jahr      | 1991 | 2001 | 2011 | 2021 |
| Einwohner | 201  | 222  | 308  | 323  |

## Sehenswürdigkeiten

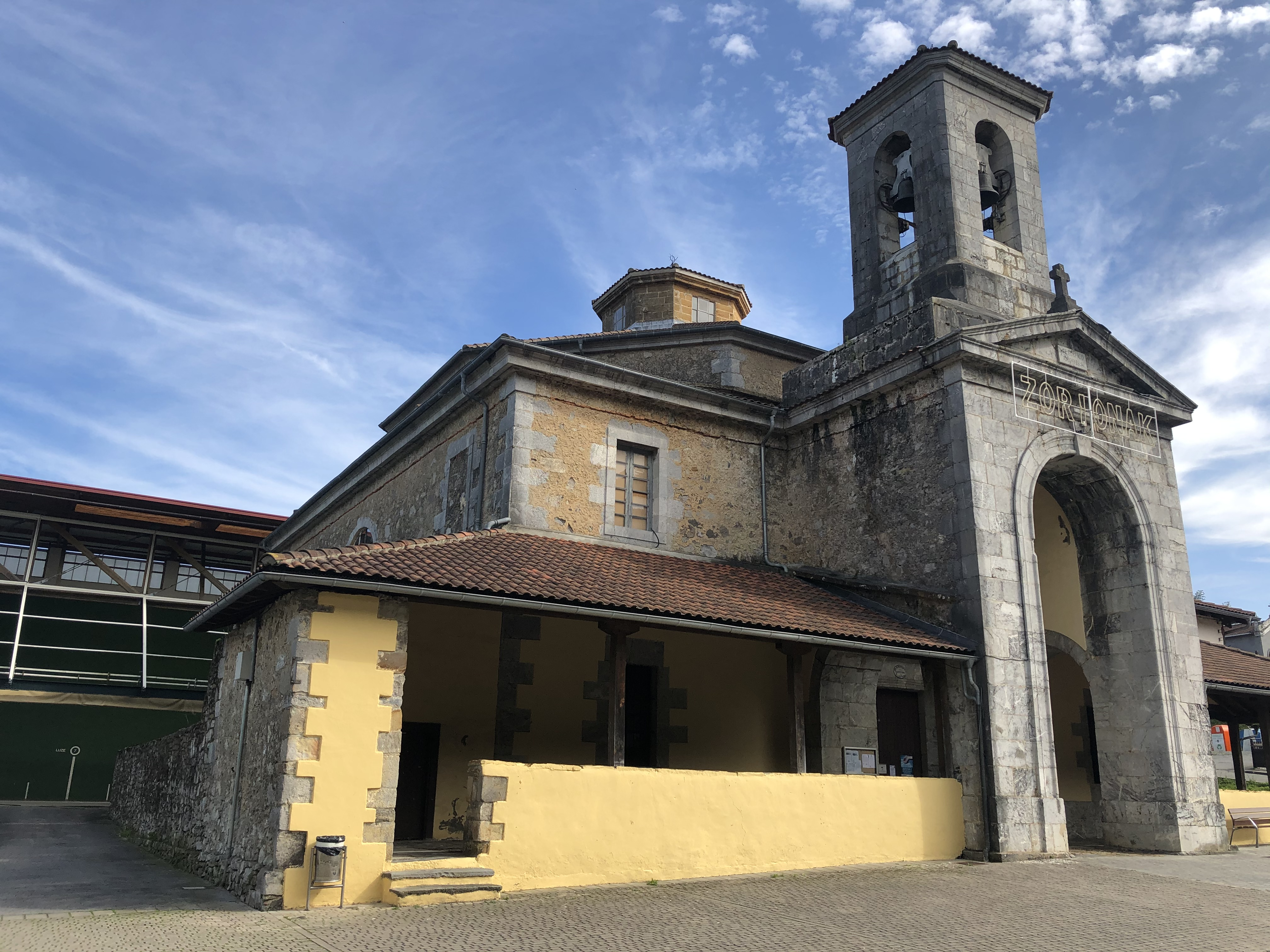
Marienkirche
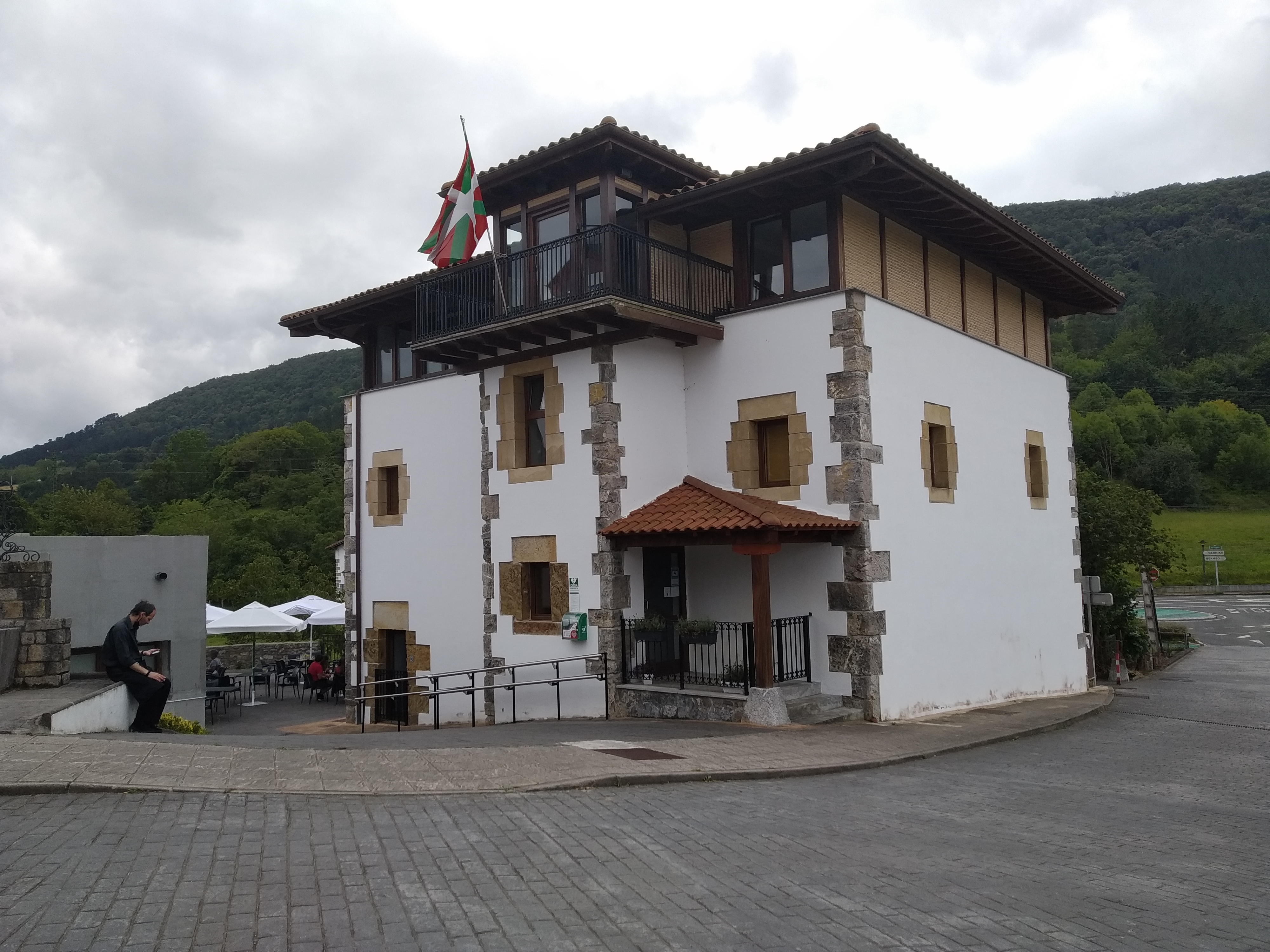
Rathaus

- Marienkirche
- Rathaus